# Belleza Negra (película de 1987)
Belleza Negra (Black Beauty en inglés) es una película animada de 1987 dirigida por Geoff Collins. El guion fue escrito por J. L. Kane y Peter Jennings tras una adaptación de Alex Nicholas según la obra de la escritora británica Anna Sewell, Belleza negra, publicada en 1877. La película cuenta con 48 minutos de duración, empleando las voces de Bob Baines, Colin Borgonon y Patrick Dickson, al igual que música original del compositor Mark Isaacs. Belleza Negra fue una producción de Roz Phillips para el estudio australiano Burbank Films Australia, y fue originalmente estrenada por televisión. En la actualidad, los masters originales de la película, al igual que los derechos de autor sobre la misma, se encuentran en el dominio público; numerosas empresas distribuyen la película en vídeo doméstico en diferentes países.

## Reparto original
En orden alfabético:
| Actor             | Personaje |
| ----------------- | --------- |
| Bob Baines        |           |
| Colin Borgonon    |           |
| Patrick Dickson   |           |
| Nicholas Gledhill |           |
| Larissa Lambert   |           |
| Jill McKay        |           |
| Sean Scully       |           |